# Neal Mohan
Neal Mohan (Lafayette, Indiana; 14 de julio de 1973)es un ejecutivo de negocios estadounidense que es el actual director ejecutivo de YouTube.
Mohan nació en Lafayette, Indiana. Pasó la mayor parte de su infancia en Estados Unidos antes de mudarse a la India con su familia en 1985. En 1992, regresó a los EE. UU. y asistió a la Universidad de Stanford. Se especializó en ingeniería eléctrica y se graduó en 1996. Mohan comenzó a trabajar en Accenture, antes de unirse a una startup llamada NetGravity. Rápidamente, se convirtió en una figura destacada dentro de la empresa.
Después de regresar a Stanford en 2003 para realizar su MBA, la empresa matriz de Net Gravity, DoubleClick, que había adquirido la compañía en 1997, comenzó a experimentar serios problemas derivados de otra adquisición de Abacus Direct en 1999; esto finalmente llevó a que la fusión fuera efectivamente anulada. Mohan fue contratado por David Rosenblatt, quien se había convertido en el nuevo CEO de DoubleClick tras la separación, para trabajar en la empresa en 2005. Juntos, reorientaron la empresa y elaboraron un plan que se dice que todavía tiene influencia en las operaciones de Google.
DoubleClick fue adquirido por Google en 2007, una adquisición orientada en gran medida por la ejecutiva de Google, Susan Wojcicki. Ella y Mohan trabajaron juntos extensamente durante los siguientes quince años. En 2015, Mohan se convirtió en CPO de YouTube, empresa que Wojcicki dirigió como CEO. A finales de la década de 2010 y principios de la de 2020, encabezó gran parte de las iniciativas de la compañía, como YouTube TV, YouTube Music, YouTube Premium y YouTube Shorts. Tras la dimisión de Wojcicki en febrero de 2023, la sucedió como director ejecutivo de YouTube.

## Primeros años de vida
Neal Mohan nació en Lafayette, Indiana, el 14 de julio de 1973. Sus padres, Aditya Mohan y Deepa Mohan, eran indios de la ciudad de Lucknow. Aditya Mohan se mudó a los Estados Unidos a principios de la década de 1970 para realizar un doctorado en ingeniería civil y fue admitido en la Universidad de Purdue. Mohan creció en los estados estadounidenses de Michigan y Florida. Se mudó a la India en 1985 con su familia y pasó los siguientes siete años completando la escuela secundaria en el St. Francis' College. En algún momento entre 1991 y 1992, Mohan regresó a los Estados Unidos. Asistió a la Universidad de Stanford, donde se graduó en 1996 con un título en ingeniería eléctrica.

## Carrera

### Accenture y NetGravity
Después de graduarse, Mohan trabajó en Accenture, entonces propiedad de Arthur Andersen. En 1997, se unió a una startup llamada NetGravity, convirtiéndose en una figura clave en las operaciones de la compañía y expandiendo enormemente su prominencia.

### DoubleClick
En 1997, NetGravity fue adquirida por DoubleClick. Mohan se mudó de California a la sede de la empresa en Nueva York. En los años siguientes, se fue involucrando cada vez más en los asuntos comerciales centrales de la empresa, y DoubleClick dependía de él para reducir costos tras el estallido de la burbuja puntocom. Se convirtió en vicepresidente de operaciones comerciales.
En 2003, regresó a Stanford para realizar su MBA. Mientras estaba en Stanford, DoubleClick comenzó a enfrentar serios problemas derivados de su adquisición de Abacus Direct en 1999. La fusión fue anulada de facto por Hellman & Friedman, que adquirió DoubleClick y separó Abacus Direct de ella. Hellman & Friedman solicitó que David Rosenblatt, ejecutivo de larga trayectoria, se convirtiera en director ejecutivo de DoubleClick tras la división de la empresa. Rosenblatt aceptó esta oferta y también contrató a Mohan después de que éste obtuviera su MBA en 2005, bajo las condiciones de Mohan de que se quedaría en California.
Juntos, Rosenblatt y Mohan idearon un plan para orientar a DoubleClick hacia el objetivo de convertirse en una empresa centrada en el intercambio de publicidad, en situaciones de tecnología publicitaria central y en una extensa red publicitaria. Este plan fue descrito en una presentación de PowerPoint de 400 diapositivas y, según quienes lo crearon o lo vieron, todavía tiene influencia en los planes comerciales actuales de Google. El plan fue presentado a la junta directiva de DoubleClick y Hellman & Friedman en diciembre de 2005, quienes lo aprobaron.

### Google
El 13 de abril de 2007, Google acordó adquirir DoubleClick por 3,1 mil millones de dólares. La ejecutiva de Google , Susan Wojcicki, orquestó en gran medida esta acción. Durante los siguientes 15 años, trabajó extensamente con Mohan, quien se unió formalmente a Google en 2007, desempeñando un papel clave en el proceso de integración con DoubleClick. Mientras estuvo en Google, Mohan administró la empresa en 2010, que ascendió a 85 millones de dólares. adquisición de Invite Media por 1 millón de dólares. Antes de mudarse a YouTube, fue vicepresidente senior de anuncios de display y video en Google.
En 2011, Rosenblatt, que ahora era miembro de la junta directiva de Twitter, intentó contratar a Mohan como director de productos. Aunque Mohan estuvo a punto de aceptar, Google le pagó 100 millones de dólares para permanecer en la empresa. Un ex alto ejecutivo de Facebook también declaró que intentó contratar a Mohan mientras estaba en Google.
YouTube
Mohan se unió a YouTube (una subsidiaria de Google) en 2015 como director de productos. Durante su tiempo en la empresa, administró varios de sus principales canales a fines de la década de 2010 y principios de la de 2020, incluidos YouTube Music, YouTube TV, YouTube Premium y YouTube Shorts. Después de septiembre de 2020, Mohan compareció ante el Congreso y participó en una cumbre de la Casa Blanca, durante la cual presentó una nueva política de moderación de contenido para YouTube destinada a abordar el contenido extremista violento en la plataforma. Esta política amplió las políticas anteriores dirigidas a grupos como ISIS, al prohibir contenido que glorificara la violencia o buscara reclutar o recaudar fondos para organizaciones extremistas, independientemente de si el contenido estaba directamente asociado con un grupo terrorista designado. Al mismo tiempo, YouTube inició una campaña de alfabetización mediática para ayudar a los espectadores, especialmente a los más jóvenes, a reconocer las técnicas de manipulación empleadas en la difusión de información errónea.
El 16 de febrero de 2023, Mohan fue seleccionado para suceder a Susan Wojcicki como CEO de YouTube.

## Otras empresas
Mohan también ha trabajado con Microsoft y actualmente forma parte de los consejos directivos de Stitch Fix y 23andMe.

## Vida personal
Mohan está casado con Hema Sareen Mohan, quien ha trabajado en el sector de organizaciones sin fines de lucro y de bienestar público durante dos décadas. Se casó con su esposa mientras estaba en Nueva York durante su estancia en DoubleClick.